# Lányi Ernő
Lányi Ernő, születési nevén Langsfeld Ernő (Pest, 1861. július 19. – Szabadka, 1923. március 13.) zsidó származású magyar tanár, karnagy, zeneszerző, a miskolci és a szabadkai Zeneiskola igazgatója, a Szent Teréz székesegyház karnagya, az iparos dalárda vezetője, a szabadkai városi zenekar és a Szabadkai Filharmónia megalapítója.
Victor Basch francia filozófus bátyja.

## Élete
Apját korán elveszítette, majd anyjával és annak második férjével Párizsba költözött. Anyjának a tanulást illetően más tervei voltak Ernővel, aki viszont zenélni akart, ezért Bécsbe, a világ akkori zenei központjába szökött zenét tanulni. Ezután egyik helyről a másikra került, többek között Lipcsébe és Stockholmba. Több hangszeren is játszott, neves zeneszerzőkkel találkozott. Anyanyelvét még gyermekkorában elfelejtette, s amikor húszévesen (németül) elolvasta Jókai Mór Az aranyember című könyvét, tudatosodott benne, hogy ő magyar. Elkezdett magyarul tanulni, és eredeti családi nevét Langsfeldről Lányira változtatta, majd visszaköltözött Magyarországra. 1885-ben megnősült, s a 85/86-os idényben színházi karmesterként Szabadkán dolgozott. Fia, ifjabb Lányi Ernő is már Szabadkán született. Családjával együtt szervesen beilleszkedett a szabadkai közéletbe; kisebbik lánya, Hedvig kamaszkorában Kosztolányi Dezső szerelme volt. Nagyobbik lánya, Sarolta később költő és munkásmozgalmi aktivista lett.

## Munkássága
Több városban dolgozott Magyarország szerte, legtovább Egerben működött, ahol egyházi karnagy volt. Közben komponált, kórusműveivel pedig mintegy harminc pályadíjat nyert. 1907-ben Miskolcról került újra Szabadkára a Zeneiskola igazgatói székébe. A város zenei életében ekkor pozitív változások következtek be. Megreformálta a zeneiskolai oktatást, a tantervet összeegyeztette a budapestivel, igyekezett zeneakadémiai végzettségű tanárokat foglalkoztatni. Európai rangúvá tette a szabadkai zenedét, a növendékek száma gyarapodott. A szabadkai Dalos Egyesület vezetője lett, és az országos versenyről kétszer is első díjjal tértek haza. A város hatáskörébe helyezte az addig egyházi fennhatóság alatt álló zenekarokat. Lányi lett tehát a szabadkai városi zenekar megalapítója, ahogyan a Szabadkai Filharmóniáé is. Az utóbbiról sajnos nemigen tesznek említést a különböző lexikonok. Szabadkai és vidéken felkutatott zenészekből sikerült egy szimfonikus zenekart alakítania, amely Szabadkai Filharmónia néven 1908. február 12-én megtartotta első koncertjét.
Az első világháború kitöréséig húsz koncertet adtak több mint százötven zenekari művel, az ország leghíresebb szólistáit kísérve. 1911-ben még Bartók Béla is járt Szabadkán, aki közreműködött a Liszt-évfordulóra készített ünnepi hangversenyen. Lányi amellett, hogy igazgató, karnagy, kórusvezető is volt, maga is koncertezett, komponált is, sőt népszerűsítő előadásokat is tartott a Szabad Líceumban. Ezekre a Lányi-estekre tömegesen látogattak el az emberek, de a háború kitörésével megcsappantak a kulturális események. Lányi ekkor már betegeskedett. 1919-ben kérte nyugdíjaztatását, 1919 után még elment Erdélybe, ahol Szatmárnémetiben a Filharmóniai Társaság egyik alapítója és igazgatója volt, 1923-ban halt meg Szabadkán.
A Romániai Magyar Dalosszövetség holta után adta ki Petőfi c. – Pósa Lajos nyomán keletkezett – vegyeskarát, valamint Régi nóta, híres nóta c. férfikari népdalegyvelegét (Kolozsvár, 1932).

## Kapcsolódó információk
- Járosy Dezső: Lányi Ernő emlékezete. Nekrológ. Magyar Dal, 1923/11.
- Cz. Lányi Sarolta: A "Melosz" szerelmesei. Magyar Zene, Budapest, 1965/1.